# Tòa án nhân dân cấp huyện (Việt Nam)
Tòa án nhân dân huyện, quận, thị xã, thành phố thuộc tỉnh và tương đương ở Việt Nam là cơ quan xét xử cấp thấp nhất trong hệ thống tòa án nhân dân và là tòa án có thẩm quyền xét xử sơ thẩm các vụ án dân sự và các yêu cầu về dân sự khác. Cấp trên trực tiếp là Tòa án nhân dân tỉnh, thành phố trực thuộc trung ương.

## Nhiệm vụ và quyền hạn
Nhiệm vụ, quyền hạn của Tòa án nhân dân huyện, quận, thị xã, thành phố thuộc tỉnh và tương đương gồm có:
1. Sơ thẩm vụ việc theo quy định của pháp luật.
2. Giải quyết việc khác theo quy định của pháp luật.

## Cơ cấu tổ chức
Cơ cấu tổ chức của Tòa án nhân dân huyện, quận, thị xã, thành phố thuộc tỉnh và tương đương gồm có:
1. Các tòa chuyên trách gồm Tòa hình sự, Tòa dân sự, Tòa gia đình và người chưa thành niên, Tòa xử lý hành chính. Trường hợp cần thiết, Ủy ban thường vụ Quốc hội quyết định thành lập Tòa chuyên trách khác theo đề nghị của Chánh án Tòa án nhân dân tối cao. Căn cứ quy định tại khoản này và yêu cầu, thực tế xét xử ở mỗi Tòa án nhân dân huyện, quận, thị xã, thành phố trực thuộc tỉnh và tương đương, Chánh án Tòa án nhân dân tối cao quyết định việc tổ chức Tòa chuyên trách.
2. Bộ máy giúp việc: Chánh án Tòa án nhân dân tối cao quyết định thành lập và quy định nhiệm vụ, quyền hạn của bộ máy giúp việc Tòa án nhân dân huyện, quận, thị xã, thành phố thuộc tỉnh và tương đương.:
3. Tòa án nhân dân huyện, quận, thị xã, thành phố thuộc tỉnh và tương đương có Chánh án, Phó Chánh án, Chánh tòa, Phó Chánh tòa, Thẩm phán, Thư ký Tòa án, Thẩm tra viên về thi hành án, công chức khác và người lao động.